# Свекник
„Свекник” је југословенски и македонски ТВ филм из 1969. године. Режирао га је Душко Наумовски а сценарио је по тексту Алфреда де Мисеа.

## Улоге
| Глумац                 | Улога |
| ---------------------- | ----- |
| Никола Коле Ангеловски |       |
| Анче Џамбазова         |       |
| Љупка Џундева          |       |
| Драги Костовски        |       |
| Петре Прличко          |       |